# Agrilus lacus
Agrilus lacus es una especie de insecto del género Agrilus, familia Buprestidae, orden Coleoptera.
Fue descrita científicamente por Curletti & Ponel, 1994.